# Уралски народи
Уралски народи су народи који говоре уралске језике. Углавном су настањени на северу Азије и Европе, као и у средњој и источној Европи. Деле се на две гране:
- Угро-фински народи
- Самоједски народи

Самоједи се деле на две гране 1) Северне Самоједе: Ненци, Енци и Нганасани и 2) Јужне Самоједе: Селкупи и изумрли Сајански Самоједи. Угро-финци се према традиционалној подели деле на две гране: 1) Угарску, која укључује а) Обске Угаре: Мансе и Ханте и б) Мађаре. 2) Другу грану чине фински народи који се деле на 4 подгрупе: а) Лапонце, б) Балтичке Финце: Финци, Карели, Ижори, Вепси, Воти, Естонци и Ливонци, в) Поволшке Финце: Мордвини (две подгрупе су Мокшани и Ерзјани) и Маријци и г) Пермјачке Финце: Удмурти и Коми (Коми-Зирјани и Коми-Пермјаци).